# Dzirciems
Dzirciems er en af Rigas 47 bydele (lettisk: apkaime, sing.) beliggende i Pārdaugava. Dzirciems har 12.856 indbyggere og dets areal udgør 244.40 hektar, hvilket giver en befolkningstæthed på 53 indbyggere per hektar.

## Eksterne kildehenvisninger
- Apkaimes – Rigas bydelsprojekt Arkiveret 9. juni 2010 hos  Wayback Machine